# Ägypter (Volk)

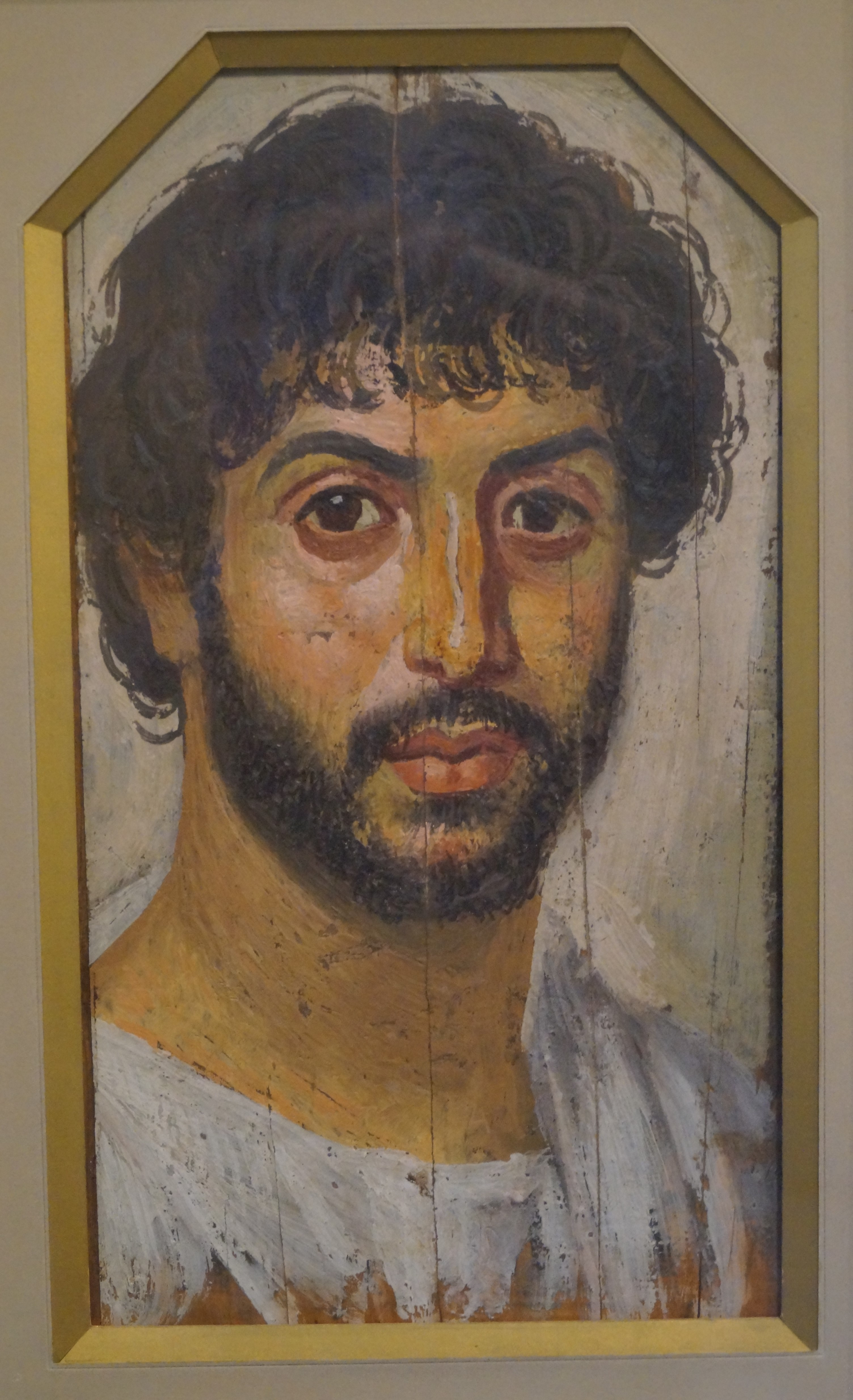
Antikes römisches Grabbild eines Ägypters

Die Ägypter sind eine autochthone Ethnie im mediterranen Raum, heute hauptsächlich in Ägypten. Das ägyptische Volk zeichnet sich durch ein großes kulturelles sowie geschichtliches Erbe aus. Gab es Stand 2012 etwa 100 Millionen Menschen ägyptischer Herkunft, waren es wenige Jahre später, im Jahr 2017, bereits etwa 104 Millionen, wovon ca. 95 Millionen in Ägypten leben.
Die ägyptische Sprache wurde bis ins 17. Jahrhundert gesprochen und allmählich durch den ägyptisch-arabischen Dialekt verdrängt. Beide Sprachen sind jedoch miteinander verwandt und, wie auch die Berbersprachen oder das Hebräische, Teil der afroasiatischen Sprachfamilie.

## Herkunft
Die heutige Bevölkerung Ägyptens stammt – ausgehend von den alten Ägyptern – von den indigenen mediterranen Nordafrikanern ab, die genetisch eng mit den heutigen Berbern und Arabern verwandt sind. Die nächsten verwandten Völker sind demnach die Menschen in der Levante, Araber, Berber und Europäer. Genetische Studien zeigen, dass zumindest für Unterägypten subsaharische Einflüsse in vorrömischer Zeit selten waren, während sie für heutige Ägypter aufzeigbar sind. Heutige Ägypter haben etwa 15–20 % subsaharische mitochondriale DNS, möglicherweise – so die Vermutung von Johannes Krause – ein Ergebnis der Ausbreitung des Islams im Mittelalter und des Sklavenhandels. Ferner ist genetisch aufzeigbar, dass ägyptische Muslime und ägyptische Christen von denselben Vorfahren abstammen.

## Kultur und Religion
Die altägyptische Religion war eine der großen antiken polytheistischen Religionen des Mittelmeerraums. Sie zeichnet sich durch den Glauben an viele unterschiedliche Götter, Geistwesen und Magie aus. Des Weiteren sind Ahnenkult, animistische und teils schamanistische Glaubensvorstellungen ein zentraler und wichtiger Bestandteil. Die altägyptische Religion ist belegt von der Frühzeit der Herausbildung des pharaonischen Staates, in der letzten Hälfte des 4. Jahrtausends v. Chr., bis in die Zeit der römischen Herrschaft. Dort wurde sie vom Christentum verdrängt und schließlich von den römischen Kaisern verboten.
Ab 632 begann sich der Islam in Ägypten und anderen Teilen Nordafrikas auszubreiten und setzte sich als die Mehrheitsreligion Ägyptens durch. Mehr als 90 % der Bevölkerung Ägyptens zählt zu den Muslimen. Dennoch existiert auch weiterhin eine christliche Minderheit: die Kopten.